# Eugenio Scalfari
Eugenio Scalfari (pronunciación en italiano: /euˈdʒɛːnjo ˈskalfari/; 6 de abril de 1924 – 14 de julio de 2022) fue un periodista italiano. Fue el editor en jefe del periódico L'Espresso (1963–1968), miembro de la Cámara de Diputados (1968–1972) y cofundador del diario La Repubblica, del que se desempeñó como director (1976–1996). Fue reconocido por sus entrevistas con importantes figuras, entre ellos el papa Francisco, Enrico Berlinguer, Aldo Moro, Umberto Eco, Italo Calvino y Roberto Benigni.
Scalfari, aunque inicialmente simpatizante fascista, luego adhirió al socialismo liberal. En 1968 fue electo como miembro de la cámara de diputados representando a Turín, como candidato independiente en alianza con el Partido Socialista Italiano, cargo que ocupó hasta 1972. Su diario, La Repubblica, se manifestó europeísta y crítico de la Iglesia católica hasta el papado de Francisco. Fue un histórico opositor del magnate de medios Silvio Berlusconi.

## Biografía
Scalfari nació en Civitavecchia, en la provincia de Roma, el 6 de abril de 1924. Realizó sus estudios secundarios en la Escuela Secundaria Mamiani en Roma. La familia de Scalfari, de origen calabrés, posteriormente se mudó a Sanremo, ciudad donde su padre fue director del Casino, donde completó sus estudios secundarios, en la escuela G.D. Cassini, siendo compañero de clase de Italo Calvino.
En 1942 Scalfari, en ese entonces estudiante de derecho de la Universidad La Sapienza de Roma, se unió al Partido Nacional Fascista y Grupos Universitarios Fascistas (GUF) y comenzó a colaborar con la revista del GUF Roma Fascista, de la cual se convirtió en su jefe de redacción. Fue posteriormente expulsado del Partido Fascista y despedido de todos los empleos que tenía como periodist en 1943, por orden del director del partido, Carlo Scorza, luego de haber publicado artículos sobre la especulación inmobiliaria por parte de altas jerarquías fascistas de las construcciones llevadas a cabo en Exposición Universal de Roma.
Luego de su graduación como licenciado en derecho, Scalfari retomó su carrera periodística en 1950 trabajando para las revistas de la posguerra Il Mondo de Mario Pannunzio y L'Europeo de Arrigo Benedetti. En 1955, como parte del grupo de amigos de Il Mondo, fundó el Partido Radical, del cual fue vicesecretario de 1958 a 1963.
En octubre de 1955, junto con Benedetti, Scalfari fundó una de las revistas con mayor tirada de Italia L'Espresso con capital proveniente de Adriano Olivetti, dueño de la empresa Olivetti, fabricante de máquinas de escribir. El ya experimentado Benedetti, que había dirigido L'Europeo (1945–1954), fue el jefe de redacción hasta 1963, cuando le dejó el puesto a Scalfari.
En enero de 1976, el Gruppo Editoriale L'Espresso lanzó el diario La Repubblica en un emprendimiento en conjunto con Arnoldo Mondadori Editore; el primer ejemplar fue publicado el 14 de enero de ese año.